# آرتور لاملی دیویدز
آرتور لاملی دیویدز (Asher Lumle Davids؛ ۲۸ اوت ۱۸۱۱–۱۹ ژوئیه ۱۸۳۲) شرق‌شناس و زبان‌شناس انگلیسی بود.
مقاله او در مقدمه کتابی که به سلطان عثمانی تقدیم کرد اثر شایانی در شروع پدیده پان ترکیسم داشته است.

## ابتدای زندگی
دیویدز متولد همپشر و تنها فرزند والدین یهودی؛ سارا لاملی و جانکی دیویدز بود. وی به مدرسه‌ای در انگلستان فرستاده شد و از کودکی به مطالعه مکانیک، موسیقی و فلسفه تجربی اقدام کرد. که به عنوان اعجوبه‌ای توصیف گشت، هوش او به زودی کشف شد. در ۱۰ سالگی، پدرش درگذشت و با مادرش به لندن نقل مکان کرد.

## تحصیلات
دیویدز متعهد شد که زبان‌های شرقی ترکی، عبری، عربی و فارسی را به همراه زبان‌های اروپایی یونانی، لاتین، فرانسوی، ایتالیایی و آلمانی یاد بگیرد. مخصوصاً در زبان ترکی تخصص داشت. آرتور وارد کار در وکالت شد اما به عنوان یهودی از کار وکالتش جلوگیری گشت. این امر باعث شد که او در امر رهایی مدنی یهودیان مشارکت کند، بارها در لندن تایمز از عقاید خود دفاع کرد.

## فعالیت‌ها
آرتور تشکیل انجمن پرورش ادبیات عبری شرکت کرد. در سال ۱۸۳۰، در یکی از جلسات، سخنرانی‌ها در زمینه ادبیات و فلسفه یهودیان ارائه نمود. دارای اصول «سختگیرانه‌ترین و شرافتمندانه»، دارای روشی ملایم و بی ادعا و «روحیه صریح و ارتباطی» بود. دیویدز بیشتر بخاطر کار خود در گرامر زبان ترکی، که در سال ۱۸۳۲ منتشر شد، و به سلطان محمود دوم تقدیم نمود، مشهور شده‌است.

## نخستین اثر پان ترکی
در کتاب گرامر زبان ترکی ابتدا صفحه ای را به خط فارسی و زبان ترکی به مدح و ثنای سلطان عثمانی تخصیص داده سپس در مقدمه مدعی میشود که قوم ترک مهمترین قومی است که از آسیای میانه برخاسته و کشورهای اروپایی و ایران و چین را به لرزه در آورده و در نهایت در عثمانی در مسیر ترقی همپایه ممالک اروپایی گشته است...
وی بدون ذکر منابع دو روایت از نویسندگان مسلمان و دو روایت از نویسندگان چینی ارایه میدهد که در اولی تاریخ قوم ترک را همپایه چین و تا ۲۸۲۴ قبل از مسیح دانسته مدعی میشود یافت ابولترک دو پسر داشت بنام ترک و تچین که ترک پدر تاریخی قوم ترک شد و تچین پدر تاریخی چینی گشت! در روایتهای چینی نیر ادعا میکند تاریخ قوم ترک به ۲۴۳۶ سال قبل از میلاد میرسد!! 